# Marvel Strike Force
Marvel Strike Force est un jeu de rôle au tour par tour sur mobile créé par FoxNext pour Android et iOS,,,. Le jeu a été lancé dans le monde entier le 28 mars 2018 et se déroule principalement dans l'univers Marvel.

## Trame

### Synopsis
La Terre a été assiégée par des forces sinistres dirigées par Ultimus. Les agents du STRIKE (Réserve tactique spéciale pour les événements clés interdimensionnels) ont été appelés à rassembler des escouades de héros et de super-vilains pour combattre les légions d'Ultimus avant que la Terre ne tombe sous son contrôle. Préparez-vous à combattre certains héros et super-vilains dont l'esprit est contrôlé par Ultimus,,.
En plus de cette campagne, des événements spéciaux d'intrigue secondaire sont également publiés, librement basés sur des films et médias Marvel récents, à commencer par Avengers: Infinity War .

### Personnages

#### Héros
- Adam Warlock
- Agent Coulson
- Agent Venom
- America Chavez
- Ancien
- Ant-Man
- Anti-Venom
- Beta Ray Bill
- Bishop
- Black Bolt
- Black Panther
- Black Panther (1MM)
- Black Panther (Shuri)
- Black Widow
- Blade
- Brawn
- Bucky Barnes
- Cable
- Cape
- Captain America
- Captain America (2GM)
- Captain America (Sam)
- Captain Britain
- Captain Carter
- Captain Marvel
- Chevalier Noir
- Circé
- Colleen Wing
- Colossus
- Cosmic Ghost Rider
- Cosmo
- Crystal
- Cyclope
- Daredevil
- Daredevil (Moderne)
- Darkhawk
- Dazzler
- Deadpool
- Deathlok
- Diablo
- Docteur Strange
- Docteur Vaudou
- Domino
- Dragon-Lune
- Drax
- Echo
- Elsa Bloodstone
- Emma Frost (X-Men)
- Épée
- Falcon
- Falcon (Joaquin)
- Fantomex
- Fauve
- Femme Invisible
- Femme Invisible (MCU)
- Feu du Soleil
- Firestar
- Forge
- Franklin Richards
- Gambit
- Gamora
- Ghost Rider
- Ghost Rider (Robbie)
- Ghost-Spider
- Groot
- Guardian
- Hit-Monkey
- Guêpe
- Hypérion
- Gwenom
- Gwenpool
- Hank Pym
- Havok
- Hawkeye
- Heimdall
- Hercule
- Homme-Chose
- Homme-Multiple
- Howard le canard
- Hulk
- Hulk Rouge
- Hulkbuster
- Iceman
- Ikaris
- Infirmière de nuit
- Iron Fist
- Iron Fist (2GM)
- Iron Man
- Iron Man (Infinity War)
- Ironheart
- Ironheart (MOD II)
- Jean Grey
- Jessica Jones
- Jubilé
- Kahhori
- Karnak
- Kate Bishop
- Kitty Pride
- Korg
- La Chose
- Lilandra
- Longshot
- Luke Cage
- Mantis
- M’Baku
- Magik
- Malicia
- Maria Hill
- Médusa
- Mighty Thor
- Mister Fantastic
- Mister Fantastic (MCU)
- Misty Knight
- Moon Knight
- Ms. Marvel
- Ms. Marvel (Classique)
- Ms. Marvel (Lumière Solide)
- Nakia
- Negasonic
- Nick Fury
- Nico Minoru
- Nova
- Odin
- Oiseau Moqueur
- Okoye
- Old Man Logan
- Pandapool
- Patriot
- Peggy Carter
- Peni Parker
- Peter B. Parker
- Phénix
- Photon
- Phyla-Vell
- Polaris
- Professeur Xavier
- Psylocke
- Punisher
- Quake
- Quasar
- Rachel Summers
- Red Guardian
- Rescousse
- Rocket Raccoon
- Ronin
- Sasquatch
- Scarlet Spider
- Shang-Chi
- Sharon Carter
- Shatterstar
- She-Hulk
- Shuri
- Sif
- Silver Sable
- Solar
- Songbird
- Sorcière rouge
- Spider-Man
- Spider-Man 2099|
- Spider-Man (Big Time)
- Spider-Man (Miles)
- Spider-Man (Noir)
- Spider-Man (Pavitr)
- Spider-Man (Symbiote)
- Spider-Punk
- Spider-Woman
- Squirrel Girl
- Starbrand
- Star-Lord
- Star-Lord (Annihilation)
- Star-Lord (T'Challa)
- Stature
- Surfer d'Argent
- Thor
- Thor (Infinity War)
- Tigra
- Tigre Blanc
- Torche Humaine
- Tornade
- Union Jack
- Valkyrie
- Vega
- Victoria Hand
- Vif-Argent
- Vision
- Viv Vision
- Void Knight
- War Machine
- Wolverine
- Wong
- X-23
- Yelena Belova
- Yo-Yo

#### Super-vilains
- Abomination
- Agatha Harkness
- Anti-Araignée
- Apocalypse
- Archangel
- Arès
- Azazel
- Baron Zemo
- Blastaar
- Bouffon Rouge
- Bouffon Vert
- Bouffon Vert (Classique)
- Bullseye
- Carnage
- Chatte Noire
- Colosse
- Corvus Glaive
- Crâne Rouge
- Crapaud
- Crossbones
- Cull Obsidian
- Daken
- Dents-de-sabre
- Docteur Fatalis
- Docteur Octopus
- Dormammu
- Ebony Maw
- Electro
- Elektra
- Emma Frost
- Essaim
- Fantôme
- Fauve Noir
- Gladiator
- Gorr
- Graviton
- Hela
- Hellverine
- Homme-Absorbant
- Hood
- Iron Man (Zombie)
- Iron Patriot
- Kang le Conquérant
- Killmonger
- Knull
- Korath le Poursuivant
- Kraven le Chasseur
- Lady Deathstrike
- Le Caïd
- Le Fléau
- Le Fléau (Zombie)
- Le Leader
- Lézard
- Loki
- Loki (Adolescent)
- Madelyne Prior
- Magneto
- Méphisto
- Minn-Erva
- Mister Négative
- Mister Sinistre
- Morbius
- Mordo
- Morgan Le Fay
- Mysterio
- Mystique
- Namor
- Nebula
- Némesis
- Nemrod
- Nobu
- Omega Red
- Omega Red (Force Phénix)
- Opale
- Proxima Midnight
- Pyro
- Rhino
- Roi d'Ombre
- Ronan l'Accusateur
- Samouraï d'Argent
- Satana
- Scientifique Suprême
- Scream
- Sebastian Shaw
- Sentinelle
- Sentinelle Oméga
- Shocker
- Sorcière Rouge (Zombie)
- Strange (Sans Coeur)
- Stryfe
- Super Skrull
- Sylvie
- Taskmaster
- Thanos
- Thanos (Endgame)
- Titania
- Ultimus
- Ultron
- U.S. Agent
- Vautour
- Venom
- Winter Soldier
- Yellow Jacket
- Yondu

#### Minions
- A.I.M. Assaillant
- A.I.M. - Chercheuse
- A.I.M. - Infestateur
- A.I.M. - Monstruosité
- A.I.M. - Surveillante
- Main - Archer
- Main - Assassin
- Main - Ensorceleuse
- Main - Factionnaire
- Main - Maître-Lame
- Hydra - Fusilier
- Hydra - Garde Cuirassé
- Hydra - Grenadier
- Hydra - Scientifique
- Hydra - Sniper
- Kree - Cyborg
- Kree - Noble
- Kree - Oracle
- Kree - Faucheuse
- Kree - Garde Royal
- Mercenaire - Anti-Émeute
- Mercenaire - Lieutenant
- Mercenaire - Sniper
- Mercenaire - Soldat
- Ravageur - Cogneur
- Ravageur - Déflagrateur
- Ravageur - Rapiéceur
- S.H.I.E.L.D. - Agent
- S.H.I.E.L.D. - Fantassin
- S.H.I.E.L.D. - Infirmière
- S.H.I.E.L.D. - Soldate
- S.H.I.E.L.D. - Surveillant

#### Personnages originaux
- Crécerelle
- Deathpool
- Serment
- Spider-Weaver
- Vahl

## Système de jeu

### Généralités
Marvel Strike Force permet aux joueurs de collectionner des personnages de l'univers Marvel, que ce soit des héros, des super-vilains ou des personnages génériques de grandes organisations telles que SHIELD, La Main et Hydra, et de les utiliser pour combattre dans des combats au tour par tour. Il existe plusieurs façons de récupérer des personnages : certains sont donnés aux joueurs, tandis que d'autres sont obtenus sous la forme d'éclats qui permettent de les déverrouiller ou de les promouvoir. Les éclats peuvent être obtenus en remportant des combats ou achetés dans un magasin. Les joueurs gagnent de l'expérience et améliorent leur niveau en accomplissant des quêtes quotidiennes ou en combattant.
Les combats sont joués au tour par tour. Le personnage avec l'attribut de vitesse le plus grand agit en premier. Chaque équipe est composée de cinq personnages différents qui s'affrontent jusqu'à ce qu'ils soient vaincus ou que des renforts arrivent. Les combattants appliquent divers buffs à leur équipe, infligent des dégâts à l'adversaire et essayent d'éliminer tous les combattants adverses avant que sa propre équipe ne soit vaincue.
Les joueurs peuvent rejoindre des alliances publiques ou privées à l'intérieur du jeu. Elles peuvent comprendre jusqu'à 24 joueurs et être créées par n'importe quel joueur ou automatiquement par le jeu. Les alliances permettent de participer à des raids et d'accéder à des récompenses. Tous les joueurs font forcément partie d'une alliance, donc si un joueur quitte ou est exclu d'une alliance, le jeu lui en attribuera une nouvelle.

## Modes de jeu
Les principaux modes de jeu sont Arène, Choc, Raid, Défi et Guerre d'Alliance. Chacun de ces modes a sa propre monnaie qui peut être dépensée pour obtenir des éclats ou des objets de personnage. Tous les modes sont joués contre une IA contrôlée par ordinateur, y compris les combats en arène et les guerres d'alliance où l'IA contrôle l'équipe de l'adversaire.
Le principe de l'arène est de se battre contre d'autres équipes créées par des joueurs dans des batailles à 5 contre 5 afin de récolter des prix quotidiens attribués lors de l'heure de réinitialisation quotidienne et en fonction de votre classement.
Lors d'un raid, jusqu'à 24 joueurs d'une même alliance doivent opérer ensemble afin de terminer tous les nœuds de leur carte.
Les défis permettent aux joueurs d'accumuler diverses ressources. Chaque défi se déroule trois jours par semaine et peut être complété trois fois. Il faut néanmoins réunir assez de personnages avec des traits de caractère spécifiques pour accéder à chaque niveau du défi.
Une Guerre d'Alliance oppose 2 alliances. Le but est causer le maximum de dégâts à l'héliporteur adverse tout en protégeant le sien. Chaque héliporteur comporte 12 pièces composées de deux ensembles de 10 équipes de défense.

## Accueil

### Chiffre d'affaires
Marvel Strike Force a généré 150 millions de dollars de ventes au cours de sa première année d'exploitation sur les plateformes iOS et Android.

### Récompenses
Le jeu a été nommé pour le "Jeu mobile de l'année" aux SXSW Gaming Awards et a remporté le People's Voice Award pour "Games" dans la catégorie "Video" des Webby Awards 2019, alors que son autre nomination était pour "Jeu de stratégie / simulation" dans la catégorie "Jeux",. Google Play l'a récompensé comme le jeu le plus révolutionnaire de 2019, pour la conception globale, l'expérience utilisateur, l'engagement et la rétention, et une forte croissance. Le jeu a également été nommé pour "Best Live Ops" aux Pocket Gamer Mobile Games Awards.